# Iliamna
Iliamna es un género con diez especies de plantas de flores de la familia  Malvaceae. Es originario de Norteamérica. Fue descrito por Edward Lee Greene y publicado en Leaflets of Botanical Observation and Criticism  1(15): 206, en el año 1906.  La especie tipo es Iliamna rivularis (Douglas) Greene

## Especies
- Iliamna acerifolia
- Iliamna angulata
- Iliamna bakeri
- Iliamna corei
- Iliamna crandallii
- Iliamna grandiflora
- Iliamna latibracteata
- Iliamna longisepala
- Iliamna remota
- Iliamna rivularis